# 弗朗索瓦·古恩
弗朗索瓦·古恩（英語：Francois Gouin，1831年—1896年）出生于诺曼底，是一位法国教育家和专门从事外语教学的教学者。

## 思想
人们学习一门外语，应该如同他们孩提时学习母语一样。语言学习中最重要的不是看，而是倾听。外语教学应该在没有语法规则解释、没有翻译的帮助的情况下进行。通过与日常情境相关的有趣活动、感官、视觉学习，在生活中运用语言应该成为外语教学的中心。

## 发表书籍
《语言教学的艺术》英语名：The Art of Teaching and Studying Languages
《法语的第一课》英语名：A First Lesson in French